# 芸術言語
芸術言語（げいじゅつげんご、英語: artistic language, artlang）は、美的楽しみのために作られた人工言語である。工学言語や国際補助語と異なり、芸術言語は通常、非常に自然言語的な不規則な文法規則を持つ。多くは、J・R・R・トールキンの 中つ国やマーク・ローゼンフェルダーのアルメアのような、架空の世界の場面の範囲内で作られる。他は、明らかにではないが現実世界と異なった、または特定の架空の背景的結びつきを持たない架空の世界の少数派言語である。
芸術言語構造のいくつかの特異な流儀がある。最も重要なものは、自然言語の複雑性と史実性を模倣する自然主義的流儀である。他は、言語の自然な進化を模倣しようとしないが、より抽象的なスタイルに従う。

## ジャンル
人工言語のいくつかの異なるジャンルは、芸術言語として分類される。芸術言語は、その使用の狙いに従う、それらのグループのどれにでもなりうるかもしれない。芸術言語と重複するのは、いくつかの第一原理に由来する言語である哲学的言語のグループである。

### 架空言語
- J・R・R・トールキンの中つ国の言語
- ジョージ・オーウェルの『1984年 (小説)』におけるニュースピーク
- ヴァーツラフ・ハヴェルの『メモランドゥム（英語版）』におけるプテュデペ（英語版）
- アンソニー・バージェスの『時計じかけのオレンジ』におけるナッドサット
- イアン・M・バンクスの『ザ・カルチャー（英語版）』におけるマライン（英語版）
- アーシュラ・K・ル＝グウィンの『所有せざる人々』におけるプラヴ語（英語版）
- クリストファー・パオリーニの『ドラゴンライダー』における古代語（英語版）
- リチャード・アダムスの『ウォーターシップ・ダウンのうさぎたち』における ウサギ語（英語版）
- 『スタートレック』におけるクリンゴン語
- 『スター・ウォーズ』におけるマンダロリアン語（英語版）
- 『ゲーム・オブ・スローンズ』におけるドスラク語とヴァリリア語群
- 『アバター（映画）』におけるナヴィ語
- 『The Elder Scrolls V: Skyrim』におけるドラゴン語

これら言語のいくつかは、近代英語の歪められた形、または方言として示されることも多い。言語学の修士号を有するデイヴィッド・J・ピーターソンは映画などに用いられる架空言語の製作を請け負っている。
専門的架空言語(Professional fictional languages)は、書籍、映画、テレビ番組、ゲーム、漫画、玩具、音楽アルバムのために作られた諸言語である。架空言語を特徴とする作品の突出した例は、中つ国とスタートレック世界とゲームMYSTである。インターネットを基盤とする架空言語(Internet-based fictional languages)は、インターネット上の「人工世界」とともに主催され、ウェブサイトを基盤とし、それらサイトの訪問者を通じて世界が知られるようになる。マーク・ローゼンフェルダー（Mark Rosenfelder）の惑星アルメアのヴェルドゥリアの言語であるヴェルドゥリア語は、インターネットを基盤とする架空言語の旗艦である。多くのほかの架空言語とそれらと連携した人工世界は、それらの発明者により個人的に作られ、発明者と恐らく少数の友人に知られる。この文脈において、(第二、第三分類に使う)「アマチュア」と対比しての(第一分類に使う)「専門的」という語は、使われた媒体のプロ意識だけ言及し、言語自身や作者のプロ意識を言及しない。多くのアマチュア言語が実際に言語学者に作られた一方、実際、大半の専門的言語は、言語に詳しくない者の作品であり、概して言語学者に作られたアマチュア言語のほうがよく開発されている。
架空言語は、用途と相対的完成度により芸術言語から分けられる。概して架空言語は、可能な限り最少量の文法と語彙しか持たず、必要不可欠なものを超えて拡張することは稀である。それでも、幾人かは、自身の目的のため、機能して使える言語として存在するJ・R・R・トールキンのクウェンヤとシンダール語、スタートレックのクリンゴン語、スター・ウォーズのマンダロリアン語のような詳細な言語を開発した。
なお換字式暗号が架空言語という設定で登場する作品もあり、『ファイナルファンタジーX』のアルベド語、『テイルズ オブ エターニア』のメルニクス語、『仮面ライダークウガ』のグロンギ語などがそれに相当する。
架空通時言語(fictional diachronic language)は、大語族において発明され、子孫言語へ由来する祖語とともに、時間を通して辿る架空の歴史をもつ架空の言語を記述する。例として、共通エルダール語から、クウェンヤとシンダール語が派生し、シンダール語に影響をうけたアドゥーナイクから指輪物語で普通の人々が話す西方語が生まれたという中つ国の言語の変遷があげられる。

### 代替言語
代替言語(Alternative languages または altlangs)は、もう一つの歴史を推測し、もし出来事が異なっていたら、自然言語の語族がどのように進化するか再構築することを試みる。たとえば、もしギリシア文明がローマ帝国なしに繁栄し続けたら、ギリシア語が存続し、ラテン語がいくつかの近代の子孫言語を発達させなかったかもしれない。進化「したかもしれない」言語は、その進化において段階をたどり、その最終形に至る。一般的に代替言語は、一つの言語の基本語彙と他の音韻論に根拠を置く。このカテゴリーでもっとも知られた言語は、ヴェネディック(Wenedyk)のような代替歴史の言語を考案しているインターネットの人工言語愛好家の間の興味から始まったブリゼニグ(Brithenig)である。ブリゼニグは、ケルト語をウェールズ語の音韻論に基づく俗ラテン語に転換させるに十分だっただろうブリテン島におけるローマの影響によって、進化したかもしれないロマンス語を確定しようとする。以前の例は、A Barnstormer in Ozにおけるオズのウィンキーに話されるドイツ語に関係するフィリップ・ホセ・ファーマーのウィンキー語(Winkie language)である。

### 極小国家言語
極小国家言語(Micronational languages)は、極小国家で使うために創作された言語である。市民が言語を学ぶことは、コインと切手を作るか政府に参加することと同じ程度に、極小国家に参加することである。これら極小国家のメンバーは、会合に参加するとき彼らが学んだ言語を話して合流する。彼らは、必要なときに新しい語彙と文法構造を作り出す。R・ベン・マディソンの極小国家タロッサのタロッサ語は、断然もっともよく知られた極小国家言語の例である。

### 個人言語
個人言語(personal language)という用語は、最終的にその者の自己啓発のために作られた言語をいう。作者は、実際にその言語を話す者を期待しない。その言語は芸術作品として存在する。個人言語は、美しい言語を持つため、自己表現のため、言語学原理を理解する訓練として、または恐らく極限の音素目録か動詞システムを持つ言語を作ろうという試みとして、発明されたのかもしれない。個人言語は短命の傾向があり、しばしばインターネットで発表され、インターネットに基づく架空の言語のように多くは掲示板で議論される。それらは、それら言語をデザインする人々により、頻繁に多数発明される。しかしながら、少数の個人言語は、(例えば日記を書くために)作者により広範囲かつ長期間使われる。タネライック (Taneraic)の作者ジャネット･ビアルジア(Javant Biarujia)は、彼の(彼は密閉言語 hermetic languageと呼んだ)個人言語で次のように述べた。「個人的協定が一般の世界と私の中の世界の間を交渉した。単純に、公的な単語は私が求める個人的表現を私に保証できなかった。」ビル・プリスによるVabungulaは、広範囲に使われ完全に文章化された個人言語のもう一つの顕著な例であり、著者はこれについて次のように言った。「会話する誰かを持つことはもちろん面白いが、私はこれら過去35年間パートナーなしに申し分なく過ごした。そして恐らく次の35年間もパートナーなしに申し分なく過ごすだろう。」作者ロバート・デュッセーは、彼の個人言語Kの起源を述べる。「私は、現実的に記述された語彙が欲しかった。だから私はそれらを作り上げた。」

### 冗談言語
冗談言語(jokelang)という用語は、ときおり冗談のために作られた人工言語をさす。これらは、主にDiLingoのような面白く聞こえることを目的とするか、または風刺の一種か、しばしば人工言語のいくつかの面における風刺としての人工言語であるかもしれない。
一般的ないくつかの冗談言語は以下の如し。
- ユーロパント (Europanto)- いかなるヨーロッパ言語も構造化されていない混合の構成。
- トランスピラント(Transpiranto) - 悪状況と曖昧さを改善するためにスウェーデン語の混合語のように聞こえるために語形変化する国際単語から構成。
- Oou[リンク切れ] - 完全にパンクションマークのみでできていて、音素体系が完全に母音のみでできた故意に曖昧で多義語的な言語
- DiLingo[リンク切れ]- 表面的で賢く隠された多くのユーモアをふくむ音韻言語
- ピッグ・ラテン(Pig Latin) - 最初の文字を取って、語尾に付け、さらに語尾"ay"をつけることで語を変形させる。
- ウッビ・ドゥッビ（英語版）(Ubbi Dubbi) - 音節が語句のほかの音へ語句の一部に挿入されるが、文としては理解できる言語を作り上げる。コメディアンビル・コスビーとPBSの番組ZOOMにより有名になった。

### 実験的言語
人工言語作者の幾人かは、ラーダン(フェミニズム)やトキポナ(最小混成語)のような、哲学や実験に基づく言語を設計した。これらはしばしば、異なった言語における機能により、人が異なったように考えるか異なったように考えなければならないとみるサピア＝ウォーフの仮説に基づく考えである。

### 言語ゲーム
厳密に言って、言語ゲーム(language game)は、本当の言語ではなく、一定のパターンによって既存言語を変形させる仕組みを提供するのみである。それらは、しばしば集団により部外者に彼らの会話が理解できないようにする目的で使われる。
わずかに難しいものは、それぞれの音節が子音と母音に分解され、それらの間に"iddag"がおかれるギッベリッシュ(Gibberish)である。例えば、'Hi'は"hiddagi"になり、ヒッドゥガイと発音する。ギッベリッシュには多くの異なった形がある。類似し他言語は、フランスで有名な、音節交換に基づくヴェルラン(Verlan)である。言語ゲームは特に子供の間で一般的である。ギッベリッシュに似ているのは、音節'op'が各子音の後に置かれるOp語(Op Language)である。つまり、'Op Language'は、Op語で"Opop Lopanopgopuagope"である。
他の言語ゲームは、新しい文法規則を混ぜるか作る必要がある。たとえば、ギルモア・ガールズにおいて、"e"なし言語への言及がある。いくつかの本は、特定の文字なしに書かれる。これは、制約書法と呼ばれる。
しばしば、言語ゲームの一種において一人称と三人称が取り替えられる。さらに一人称と二人称、または一人称と三人称、またはその他組み合わせの交換がされるかもしれない。
興味深いハンガリー語の言語ゲームは、異なった対象と概念が母音のeを含むことができるのみの語彙からなる文で表されるエスペレンテ(hu:Eszperente)である。このゲームは、ハンガリー語においてeがもっとも頻出する母音であることを利用する。エスペレンテは、国家詩人シャーンドル・ペトフィ(Sándor Petőfi)に影響されていると信じられている。彼の詩A Tiszaは、"Mely nyelv merne versenyezni véled?"(どの言語が汝に対抗できたか？)という行を含む。そのようなゲームが他の言語の中に存在するかどうかはわからないが、ハンガリー語では、Eszperenteでほとんどすべてを表すことができる。(主の祈りのような詩や祈祷文さえエスペレンテに「翻訳される」)

## 芸術言語の例
人工言語一覧#芸術言語参照